# Мохомби
Мохомби Нсаси Моупондо (англ. Mohombi Nzasi Moupondo, более известный как Мохомби (англ. Mohombi), род. 28 августа 1986 г. года, Киншаса, Заир) — шведско-конголезский R&B-певец, автор песен и танцор. Вырос в Швеции, в районе Чиста города Стокгольм. Мохомби свой первый контракт подписал с популярным продюсером RedOne и лейблом 2101 Records, входящим в состав медиахолдинга Universal Music Group. С 2004 до 2008 Мохомби со своим братом Дхо Моупондо был участником шведской хип-хоп группы Avalon. В августе 2010 года Мохомби выпускает свой дебютный сингл Bumpy Ride. Композиция попала в десятку хитов во многих европейских странах.
31 октября 2010 года в Великобритании был выпущен сингл «Miss Me», записанный в дуэте с рэппером Nelly. Третьим синглом Махомби стала песня «Dirty Situation (feat. Akon)», которая увидела свет 11 ноября. Первый альбом Махомби вышел в свет в Европе 28 февраля 2011 года под названием "MoveMeant" . На альбоме представлены зажигательные мелодии, исполненные как сольно, так и в дуэтах с видными музыкальными деятелями: Николь Шерзингер, Pitbull, Nelly и Akon.
В декабре 2011 года Мохомби выпускает свою версию сингла "Zombie" под названием "In Your Head". Композиция сразу приобрела много продаж и копий во многих странах, 30 млн. просмотров на YouTube.
3 июня 2014 года выходит в свет 2 сингла "Movin", "SummerTime", после чего 16 июля в Японии выходит 2 студийный альбом певца "Universe". В ноябре Мохомби представляет ещё 1 сингл и клип в поддержку своего альбома с одноименным названием Universe.
Затем Мохомби работал с такими исполнителями как Nicole Cherry, Joey Montana, Pitbull, Wisin, Flo Rida, Alexandra Stan, Akon, Lumino, Ardian Bujupi, Tsalikis.
3 июня 2016 года Мохомби выпустил сингл и клип "Infinity", после чего получил большую поддержку от поклонников.
В 2016 году Мохомби сотрудничает с Джоей Монтаной в ремиксе «Picky Picky» с участием Akon.
В феврале 2017 года Араш и Мохомби выпускают клип "Se Fue", записанный на 3-х языках: испанский, английский, персидский.
В Июне 2017 года в свет выходит клип и сингл "We On Fire" совместно с рэпером D.Kullus.

## Биография

### Ранняя жизнь
Мать шведка, отец конголезец. Родился в многодетной семье (14 детей). Когда Мохомби было 13 лет, в 1999 году семья эмигрировала в Швецию и поселилась в Стокгольме. С самого детства родители прививали Мохомби любовь к музыке. Мохомби учился в музыкальной школе Rytmus Music High School в Стокгольме и дебютировал на сцене в постановке культового шоу «Wild Side Story», когда ему было 17 лет. Далее Мохомби продолжил обучение в Королевской высшей музыкальной школе в Стокгольме, где получил степень бакалавра в области музыки. Говорит на шести языках: шведском,  английском, французском, испанском, суахили и лингала.

### В составе Avalon
В Стокгольме Мохомби, совместно со своим братом Дхо Моупондо, который более известен как DJ Djo, сформировали группу «Avalon», сочетающую дэнсхолл с хип-хопом с характерным африканским колоритом. С 2004 по 2008 годы группа продала более полумиллиона записей и выиграла премию «African Kora Awards», африканский аналог премии «Грэмми». Далее Мохомби отправился в Лос-Анджелес в поисках большего, делать сольную карьеру.
В 2005 году группа Avalon участвовала в Melodifestivalen, группа Avalon отправляется на конкурс песни Евровидение В 2005 году в Линчёпинге в Швеции с английской и французской двуязычной песней с языковым введением в Lingala под названием «Big Up», в 2005 году Avalon Group участвует в шоу sthlm, ежегодном музыкальном фестивале, организованном в Lava Kulturhuset.
2 июня 2007 года они участвовали в Hoodsfredsfestivalen в Кисте. В 2007 году группа Avalon выпустила альбом Afro-Viking. Группа Avalon сотрудничала с такими исполнителями песен, как Боб Синклар, Миллион Стильз, Мохаммед Ламин и Серебряная комната, Александр Пападимас и многие другие.

### 2010-11: MoveMeant
Мохомби совместно с шведским рэпером Lazee написали сингл «Do It», который был выпущен в Швеции 31 мая 2010 года. Сингл дебютировал в шведском хит-параде под девятым номером. В Лос-Анджелесе Мохомби познакомился через друзей с продюсером RedOne, который на тот момент обосновал лейбл 2101 Records. Дебютный сингл певца, «Bumpy Ride», был выпущен в Соединенных Штатах 24 августа 2010 года. Далее Мохомби сотрудничал с американским рэпером Nelly в создании композиции «Miss Me». Композиция вышла 31 октября 2010 года в Великобритании. Третьим синглом Мохомби стал «Dirty Situation», который был выпущен в Европе 11 ноября и записан вместе с R&B-певцом Akon. Дебютный студийный альбом Мохомби «MoveMeant» Был выпущен в Европе 28 февраля 2011 года и в конце 2011 года в США. В 2011 году Мохомби поучаствовал в создании композиции «Hola Hoop» певицы Стеллы Мванги в альбоме «Kinanda». Также записал композицию «Сoconut Tree» вместе с Николь Шерзингер.

### 2014 - Universe
2 сентября 2011 года Мохомби выпустил сингл «Maraca» в iTunes в Швеции. Также записал песню «Suave» вместе с Найер и Pitbull. В 2011 году Мохомби был номинирован на премию European Music Awards в Белфасте по номинации «Лучший шведский исполнитель». 16 декабря 2011 года он появился как гость в румынском шоу музыкальных талантов «Голос Румынии».
16 июля 2014 года Мохомби выпустил 2 студийный альбом "Universe".
Мохомби был приглашен в июле 2015 года для представления молодежи своей страны на саммите Организации Объединенных Наций в Нью-Йорке. Он также был членом жюри в лучшем сезоне 2015 года, крупнейшем шоу талантов в ДРК.
В 2017 году Mohombi запустил платформу африканских артистов #AfricaUnited, целью которой является продвижение музыки с континента по всему миру. Вместе с Даймондом Платнумцем, Франко, Луминым он играет на церемонии открытия Кубка африканских наций.
В 2018 году Мохомби является послом в организации ООН по Всемирной продовольственной программе ООН.
В 2020 году Mohombi создает приложение для потоковой передачи музыки под названием Muska, которое будет предлагать местный и международный контент.
В декабре 2022 года Мохомби выдвинул свою кандидатуру на президентских выборах 2023 года в качестве независимого кандидата..

## Дискография
Основная статья: Дискография Мохомби
- MoveMeant[англ.] (2011)
- Universe[англ.] (2014)
- Rumba 2.0 (2020)

### Сольно
- 2010: Bumpy Ride.
- 2010: Bumpy Ride (Remix), (показ, Pitbull).
- 2010: Dirty Situation. (featuring. Akon).
- 2010: Dirty Situation. (featuring. Akon),(Version Française).
- 2010: Miss Me, (Avec Nelly).
- 2010: This woman's work.
- 2011: Letting go.
- 2011: Coconut Tree, (Avec Nicole Scherzinger).
- 2011: Coconut Tree, (Version Française), (Avec Nicole Scherzinger).
- 2011: coconut tree (kane me na meina), (Avec. katerina stikoudi).
- 2011: Say Jambo.
- 2011: The World Is Dancing.
- 2011: The Power Of The Cocktail.
- 2011: Match Made in Heaven.
- 2011: Sex Your Body.
- 2011: Do Me Right.
- 2011: Lovin.
- 2011: Love in America.
- 2012: Maraca.
- 2012: In Your Head.
- 2012: In Your Head (TJM Afrobeats Mix), (Avec. Ice Prince & Sway).
- 2013: I Don't Wanna Party Without You.
- 2013: Let her go (Passenger Remix).
- 2014: Summertime.
- 2014: Lose It" (feat. Big Ali).
- 2014: Turn It Up.
- 2014: Just Like That
- 2014: Dreamers.
- 2014: Movin. (с участием, Birdman, KMC, Caskey).
- 2016: Бесконечность.
- 2017: Мы в огне, (с участием, D.Kullus).
- 2017: Zonga Mama, (показ, Fally Ipupa).
- 2018: год: г-н loverman.
- 2018: Mr loverman (Emrah turken floorfilla remix).
- 2019: Hello.
- 2019: Rail On (Papa Wemba Tribute).
- 2019: Hello (Carnival Brain Remix).
- 2019: My Love.
- 2019: Tetema Remix, (Feat. Rayvanny, Pitbull, Jeon & Diamond Platnumz).
- 2019: Ndeko Yako.
- 2019: I2I (Eye To Eye).
- 2020: Winners.
- 2021: Just Like That, (Feat. Mr P).
- 2021: Tayari, (Feat. Diamond Platnumz, Sergei Baka).
- 2023: Chocola, (Feat. Bayanni, Dawda).
- 2024: Oh Na Na.

### Совместно с другими артистами
- 2010: ей принадлежит ночь, из (Дальневосточное движение).
- 2010: Как G6 (RedOne Remix), из (Дальневосточное движение с участием Dev & The Cataracs).
- 2010: Do It, от (Lazee).
- 2010: Держите Yuh (Remix), автор (Gyptian & Nicki Minaj & Varius artist).
- 2010: Sanford & Son, (Quincy Jones).
- 2011: Хула Хооп, от (Стелла Мванги).
- 2011: Sexy, (Featuring, The Jumo).
- 2011: Suavemente, of (Pitbull & Nayer).
- 2012: Addicted, by (DJ Assad, Featuring, Дэвид Крейг и Грег Парыс).
- 2012: Love 2 Party - от (Costi, Featuring, Celia).
- 2012: Сумасшедший 4 U, от (Карл Вольф).
- 2012: Солнце в Калифорнии (Featuring, Pitbull)
- 2013: я нашел путь от (Werrason).
- 2015: Хабиби (мне нужна твоя любовь). (Featuring, Shaggy, Faydee, Costi).
- 2015: Hasta That Salga El Sol. (Featuring, Dj Chino Farruko).
- 2015: Baddest Girl In Town. (Featuring, Pitbull, Wisin).
- 2015: Довольно Леди (Dj Valdi).
- 2015: Te Quiero Mas. (Featuring, Shaggy, Дон Омар, Faydee, Кости, Фарруко).
- 2015: Да здравствует vida, (Featuring, Nicole Cherry).
- 2016: Пики (ремикс). (Показывая, Джои Монтана, Акон).
- 2016: Баланс. (Показывая, Александра Стэн).
- 2016: Время идет (Featuring, DJ Assad, Dalvin).
- 2016: Позволь Мне любить тебя. (Featuring, DJ Rebel, Shaggy).
- 2016: Животные, (как животное), (Featuring, Lin C, Joey Montana).
- 2016: Хабиби (с участием Натальи Гордиенко).
- 2016: Bottoms Up (Feat Alexandra Joner).
- 2016: Легализировать его, (Feat, Miami Rockets, Nicola Fasano, Noizy).
- 2016: Включите меня (Dj Politique).
- 2016: Kiss Kiss, (Feat. DJ R'AN feat. Big Ali).
- 2017: La vie en rose, (DJ Antoine).
- 2017: Поцелуй поцелуй. (Featuring, Ардиан Pujubi, DJ R'AN, Большой Али).
- 2017: Rockonolo (Remix) (Featuring, Diamond Platnumz, Lumino, Franko).
- 2017: Фю. (Показывая, Араш).
- 2018: Kwangu Njoo - (Featuring, Ванесса Мдей).
- 2018: Еще один раунд. (Featuring, Никола Фасано и Алекс Валла, Питбулл).
- 2018: Приходите ближе, (Featuring, Роберто).
- 2018: Ballans, (французская версия), (Featuring, Alexandra Stan).
- 2018: Baila, от (Aines Christian).
- 2018: «Африканская команда: магия», (Показывая. Akuma, Hanane, Jaylann).
- 2019: Claro Que Si, (Показывая. Juan Magán, Yasiris, Hyenas).
- 2019: Yasiris X Juan Magan X Hyenas X Mohombi - Claro Que Si (JOSE AM & LI4M Remix).
- 2019: Hello (Remix), (Feat. Youssou N'Dour).
- 2020: The One, (Feat. Klara Hammarström).
- 2020: Take Back Your Life (Crystal Rock & Marc Kiss Remix), (Feat. Duguneh, Crystal Rock, Sha, Marc Kiss).

## Премии и номинации
- Kora Awards[англ.]:
  - Kora All African Music Awards 2003[15]
  - Kora All African Music Awards 2004[16]

| Год       | Премия  | Категория                            | Композиция      | Результат | Сноска |
| --------- | ------- | ------------------------------------ | --------------- | --------- | ------ |
| 2011 2015 | Grammis | Лучшая песня Лучший латинский альбом | Bumpy Ride Dale | Номинация | [ 17 ] |